# Комедия власти
«Комедия власти» (фр. L'Ivresse du pouvoir) – фильм режиссёра Клода Шаброля, вышедший на экраны в 2006 году.
В 2006 году фильм принимал участие в конкурсной программе Берлинского международного кинофестиваля.

## Сюжет
Сухопарая, жёсткая и стремительная судебный следователь Жанна Шарман-Кильман (Изабель Юппер) пытается прижать группу высокопоставленных дельцов во главе с руководителем крупной корпорации, создавших разветвлённую систему взяточничества и коррупции. Благодаря своей целенаправленности и безжалостности Жанне удаётся раскалывать одного коррупционера за другим. При этом Жанна сталкивается с укоренившейся системой приятельских отношений между руководителями бизнеса и крупными правительственными чиновниками и тем фактом, что корпоративную коррупцию считает нормой большинство влиятельных фигур вокруг неё, включая тех, кто способен оказать влияние на её карьеру. Жанна получает угрозы своей жизни, за ней устанавливается слежка, и даже планируется покушение на её жизнь. Ей приходится столкнуться и с нарастающим напряжением в отношениях с мужем, и с внезапно обрушившейся на неё славой. Однако в итоге Жанне удалось выстоять и одержать временную победу на коррупционной группой, но вряд ли ей удалось  искоренить систему коррупции в целом.
Способ показа коррупционных механизмов, сдержанность операторской работы и построенное вокруг диалогов повествование, делают картину похожей на телевизионную криминальную драму, построенную на реальном материале. Фильм даёт интересный анализ личности главной героини, трудоголички, у которой нет времени на еду и сон, на симпатии и грусть, и на своего  мужа, она целиком предана своему делу и готова пойти на все ради достижения своей цели. Одновременно Шаброль показывает, насколько тяжело женщине взламывать порочную систему власти и управления, в которой доминируют объединяющие исключительно мужчин приятельские отношения. Несмотря на серьёзную проблематику картины фильм при этом смотрится как увлекательный триллер, способный удержать внимание широкой зрительской аудитории.

## В ролях
- Изабель Юппер – Жанна Шарман-Кильман
- Франсуа Берлеан – Мишель Юмо
- Патрик Брюэль – Жак Сибо
- Мерилин Канто –  Эрика
- Робен Ренуччи –  Филипп Шарман-Кильман
- Тома Шаброль –  Феликс
- Жан-Франсуа Бальмер –  Болди
- Пьер Вернье – президент Мартино
- Жак Буде – Декарт
- Филипп Дюкло – Жан-Батист Олео
- Роже Дюма – Рене Ланж
- Жан-Кристоф Буве – Парлебас